# Tsakhur
El tsakhur és la llengua dels tsakhurs que viuen al nord de l'Azerbaidjan i sud del Daguestan. La llengua és part del subgrup lesguià de la branca daguestanesa de les llengües del Caucas oriental. Les inscripcions més antigues són del segle xiii.
Sota el poder soviètica l'educació es va fer obligatòria i universal i als anys trenta s'ensenyava el tsakhur a l'escola; després fou substituït per l'àzeri i el rus; avui dia tots els tsakhurs estan alfabetitzats i s'està intentant revitalitzar el tsakhur com a llengua escrita; els tsakhurs parlen generalment el rus, l'àzeri, el lesguià i el tsakhur (els del sud les quatre llengües i els del nord almenys tres).